# Kepler-186 d
Kepler- 186 d è un pianeta extrasolare orbitante intorno alla stella nana rossa Kepler-186. Il pianeta è stato individuato nel 2014, insieme ad altri quattro pianeti appartenenti allo stesso sistema planetario, dal telescopio Kepler utilizzando il metodo del transito.

## Caratteristiche
Il pianeta è il terzo in ordine di distanza dalla stella dei cinque scoperti. Ha un raggio del 40% superiore al raggio terrestre, e anche se la sua massa non è nota con sicurezza, si tratta probabilmente di una super Terra con una superficie solida. Ad una distanza media di 0.086 UA dalla stella è probabile che, come gli altri pianeti interni (escluso quindi Kepler-186 f) sia in rotazione sincrona. Considerando che la zona abitabile conservativa della piccola stella madre si estende da circa 0,22 a 0,4 UA, il pianeta è troppo vicino alla propria stella per essere considerato potenzialmente abitabile.